# Johannes Maria Gföllner
Johannes Maria Gföllner (ur. 17 grudnia 1867 w Waizenkirchen, zm. 3 czerwca 1941 w Linz) – austriacki duchowny katolicki, biskup diecezjalny Linz 1915-1941.

## Życiorys
Święcenia kapłańskie otrzymał 28 października 1893.
16 lipca 1915 papież Benedykt XV mianował go biskupem diecezjalnym Linz. 18 października 1915 z rąk kardynała Friedricha Gustava Piffla przyjął sakrę biskupią. Funkcję pełnił aż do swojej śmierci.